# Maxime Sivis
Maxime Sivis (Cholet, 1º aprile 1998) è un calciatore congolese (Repubblica Democratica del Congo), difensore della Dinamo Bucarest.

## Biografia
Nato in Francia, ha origini congolesi.

## Caratteristiche tecniche
Gioca come terzino destro.

## Carriera

### Club
Sivis è cresciuto nel settore giovanile del SO Cholet, che ha lasciato nel 2013 per unirsi all'Angers. Dopo tre stagioni nella seconda squadra ha lasciato i bianconeri e nelle tre stagioni successive ha militato nel Championnat National con Quevilly-Rouen, Concarneau e Red Star.
Il 7 giugno 2021 ha firmato con il Guingamp ed il 21 settembre ha debuttato in Ligue 2 nell'incontro perso 2-1 contro il Sochaux, trovando al contempo la prima rete con la nuova maglia.

### Nazionale
Nel 2015 ha giocato un incontro con il DR Congo Under-18.

## Statistiche
aggiornato al 26 febbraio 2024
| Stagione        | Squadra          | Campionato      | Campionato | Campionato | Coppe nazionali | Coppe nazionali | Coppe nazionali | Coppe continentali | Coppe continentali | Coppe continentali | Altre coppe | Altre coppe | Altre coppe | Totale | Totale | Totale |
| Stagione        | Squadra          | Comp            | Pres       | Reti       | Comp            | Pres            | Reti            | Comp               | Pres               | Reti               | Comp        | Pres        | Reti        | Pres   | Reti   |        |
| --------------- | ---------------- | --------------- | ---------- | ---------- | --------------- | --------------- | --------------- | ------------------ | ------------------ | ------------------ | ----------- | ----------- | ----------- | ------ | ------ | ------ |
| 2015-2016       | Angers 2         | N3              | 6          | 0          |                 | -               | -               |                    | -                  | -                  |             | -           | -           | 6      | 0      |        |
| 2016-2017       | Angers 2         | N3              | 8          | 0          |                 | -               | -               |                    | -                  | -                  |             | -           | -           | 8      | 0      |        |
| 2017-2018       | Angers 2         | N3              | 20         | 1          |                 | -               | -               |                    | -                  | -                  |             | -           | -           | 20     | 1      |        |
| 2018-2019       | Quevilly-Rouen 2 | N3              | 8          | 0          |                 | -               | -               |                    | -                  | -                  |             | -           | -           | 8      | 0      |        |
| 2018-2019       | Quevilly-Rouen   | N1              | 13         | 0          | CF+CdL          | 0               | 0               |                    | -                  | -                  |             | -           | -           | 13     | 0      |        |
| 2019-2020       | Concarneau       | N1              | 16         | 0          | CF              | 1               | 0               |                    | -                  | -                  |             | -           | -           | 17     | 0      |        |
| 2020-2021       | Red Star         | N1              | 20         | 0          | CF              | 3               | 0               |                    | -                  | -                  |             | -           | -           | 23     | 0      |        |
| 2021-2022       | Guingamp 2       | N2              | 1          | 0          |                 | -               | -               |                    | -                  | -                  |             | -           | -           | 1      | 0      |        |
| 2021-2022       | Guingamp         | L2              | 25         | 3          | CF              | 1               | 0               |                    | -                  | -                  |             | -           | -           | 26     | 3      |        |
| 2022-2023       | Guingamp         | L2              | 22         | 1          | CF              | 1               | 0               |                    | -                  | -                  |             | -           | -           | 23     | 1      |        |
| 2023-2024       | Guingamp         | L2              | 24         | 1          | CF              | 2               | 0               |                    | -                  | -                  |             | -           | -           | 26     | 1      |        |
| Totale carriera | Totale carriera  | Totale carriera | 163        | 6          |                 | 8               | 0               |                    | -                  | -                  |             | -           | -           | 171    | 6      |        |